# Église Saint-Pierre de Mérifons
Pour les articles homonymes, voir Église Saint-Pierre.
L'église Saint-Pierre de Mérifons est une église catholique située à Mérifons, en France.

## Localisation
L'église est située dans le département français de l'Hérault, sur la commune de Mérifons.

## Historique
L'édifice est inscrit au titre des monuments historiques en 1978.